# Музикален стил
Музикален стил е понятие, отнасящо се до образната система от изразни средства, обуславящи идейното съдържание на едно музикално произведение и отразяващи неговите естетически възгледи. Понятието има тесен и широк смисъл и често погрешно музикалният стил се свързва с понятието музикален жанр. В тесен смисъл музикалният стил е набор от изразни средства присъщи на даден творец или музикална епоха, напр. композиторския стил на Панчо Владигеров, или стилистиката на Бароковата епоха в музиката. В широк смисъл стиловете са прикрепени към музикалните жанрове и отразяват спецификата на времето, напр. туист е стил, възникнал в началото на 60-те години и е стилова принадлежност към жанра попмузика.

## Жанрова принадлежност на музикалните стилове
Жанр е универсална категория, която се среща във всички видове изкуства. Понятието „жанр“ най-непосредствено е свързано с френското „genre“, което означава род, вид, вкус, обичай.
В съществуващите видове изкуства „жанр“ има широко разпространение като понятие в различни нюанси. С „жанрова живопис“ се определя спецификата на произведения от изобразителното изкуство с битова тематика. В театъра и киноизкуството с „жанрова сцена“ се характеризират ярки живописни сцени или картини, изпълнени с колорит, с пъстрота и своеобразна емоционална атмосфера.
В музикалното изкуство и наука съществува развита и богата жанрова система, която се заражда и развива още от най-отдалечени исторически времена.
Музикалните жанрове представляват видове произведения с определено и практическо приложно предназначение.
Музикалните жанрове притежават характерни черти и особености, благодарение на които се разпознават. Произведения с по-ясно проявени жанрови черти се възприемат без усилие дори и в композиции със сложен музикален език.
Жанровете отразяват разнообразни жизнени явления, чертите на националната психика и бета, в тях присъстват живителните сили на природата. В музиката на Григ слушателят лесно разпознава свежестта на далечната северна чувствителност, поетиката на скандинавската природа, а в музиката на Любомир Пипков и Панчо Владигеров ни завладява свежестта и самобитността на българското изкуство.
Жанровете в музиката възникват и се оформят при определени социално – исторически условия. Жизнената среда, в която се появяват, отразява особеностите на музикалното мислене, присъщи на историческата епоха, естетиката и творческите възгледи на композиторите.
Музикалните жанрове са своеобразно „огледало“ на своето време. Но с настъпването на нова историческа епоха някои от тях отмират, докато други продължават да се развиват.
Музикалните жанрове се намират в процес на постоянно движение и обновяване. Те не съществуват изолирано един от друг, а постоянно взаимодействат помежду си.

## Видове музикални жанрове и прикрепените към тях музикални стилове
Първични жанрове
Първичните жанрове съществуват в традициите на националните музикални култури. В тях съжителстват музика, слово и танц. Първичните жанрове отразяват емоционалния живот на хората, техния бит и трудово ежедневие. Към тях принадлежат песента и танцът.
Песента е породена от различни обреди, празници, обичаи. В нея намират място образите на природата, историческите събития. В старите български народни песни живеят легендите за славни български хайдути, за събития и въображаеми герои. В старинните напеви, в баладите фантастичните сюжети и образи са намерили одухотворен израз.
от първичните жанрове – песен и танц, в процеса на историческото развитие произлизат т.нар. вторични жанрове.
Вторични жанрове
Те са създадени от професионални творци. В някои случаи връзката им с първичните жанрове се запазва и се проявява в общото художествено оформяне на произведенията. Песните за глас и пиано ор.42 от Панчо Владигеров представляват обработка на народни песни, чиято мелодия е автентична и напълно запазена. В художествените песни за глас и пиано от Шуберт, Шуман и Брамс в една или друга степен композиторите се стремят да запазят атмосферата на оригинала.
Танцът, като първичен жанр, може да бъде отнесен в еднаква степен както към музиката, така и към хореографията. В двуединството музика-танц кристализират някои чисто музикални средства, които се запазват на по-късен исторически етап, когато някои от танците не се танцуват, а слушат като музикални произведения. Така в старинните танци, които влизат в състава на Партитата (или Старинната сюита) – алеманда, куранта, сарабанда, менует, гавот и др., характерни мелодични и особено ритмични ходове и формули съхраняват първичните импулси на танца.
В жанра песен съществува най-тясна зависимост между музиката и стихотворната реч. Песенната мелодия, както и останалите музикално-изразни средства доразкриват съдържанието на стиховете, допълват го с нови нюанси. В песента връзката между слово и музика достига висока степен на синтез благодарение на някои общи закономерности. Така в песента съществува съгласуваност между ритъма на стиховете и ритъма на мелодията, между по-дългите и по-кратки тонове и срички, между ударенията в мелодията и думите, за да не се получи прозодия.
Мелодичната изразителност е в основата на песента. Напевността, водеща роля на мелодичното начало определя облика на жанра песен. Песента става един от основните жанрове в творчеството на професионалните композитори.
Камерни жанрове
Една от най-богатите и разнообразни жанрови сфери е камерната музика (от ит. camera – стая). Предназначена е за аудитория с по-висока култура, интереси и знания за музикалното изкуство. Камерните произведения се изпълняват от малък брой инструменталисти или певци с високо професионална култура, техническо съвършенство и художествено майсторство.
Камерната музика условно се подразделя на инструментална и вокална.
- Вокална камерна музика

Вокалната камерна музика има традиции още в докласическата епоха в творчеството на италианските майстори от XVI и XVII век.
Към нея принадлежи Художествената песен (солова песен за глас и пиано или друг инструмент) се заражда в старата европейска песенна култура и се оформя постепенно като самостоятелен жанр. Италианската музика от XVI – XVIII в. изобилства с песни. В творчеството на Виенските класици също намираме песенни образци.
Творчеството на Шуберт бележи нова страница в развитието на художествената песен. В неговото забележително творчество песента заема централно място и влияе върху неговата камерно – инструментална и симфонична музика. В еволюцията на художествената песен като един от динамичните елементи на ХIХ в. значителна роля е изиграл интересът към песента, който изпитват през целия си творчески път Шуман, Брамс, Чайковски, Хуго Волф, Франк, Шосон. През ХХ в. към песента се обръщат Равел, Дебюси, Рахманинов, Онегер, Прокофиев, Дмитрий Шостакович, Бритън, Гелшуин. Българските композитори създават внушителен фонд песни, свързан с имената на Добри Христов, Панайот Пипков, Георги Златев - Черкин, Парашкев Хаджиев, Любомир Пипков, Панчо Владигеров.
Първоизточникът на песента, размерната стихотворна реч, съдържа в себе си природни свойства, които благоприятстват синтеза с музиката.
Класически построените стихотворения се състоят от куплети, всеки от които може да представлява четиристишие. В повечето случаи на всеки куплет може да съответства завършен дял от песента. В резултат на това, куплетите стават основна смислова единица, на която се гради цялата песен. оттук произлиза понятието куплетна песен или куплетна форма. В резултат на това песента може да бъде построена по следния начин:
- Първи куплет – първи дял на песента (а)
- Втори куплет – втори дял на песента (b)
- Трети куплет – повторение на музиката от първия дял, но с нов текст
- Четвърти куплет – повторение на музиката от втория дял, но с нов текст

Между основните дялове на песента може да има свързващи моменти, преходи, които са поверени на съпровождащия инструмент или оркестър, а също и въведение и заключение.
Художествените песни представляват завършени, самостоятелни произведения. Те могат да бъдат обединени в цикъл от няколко песни, подчинени на общ художествен замисъл. Такива вокални цикли са „Хубавата мелничарка“, „Зимен път“ и „Лебедова песен“ на Шуберт.
Жанрът песен не се ограничава единствено във вокалната сфера. Той прониква и в инструменталната музика още през XVIII и особено през XIХ век. В "юношески албум op.68 за пиано от Шуман по-голяма част от пиесите носят белезите на песенността: напевната мелодия, по-опростените хармонични и фактурни средства.